# 李斯特·费伦茨
李斯特·费伦茨（1811年10月22日—1886年7月31日），德语名法蘭茲·李斯特（德語：Franz Liszt），匈牙利作曲家、音乐评论家、钢琴演奏家，浪漫主义音乐的主要代表人物之一，李斯特将钢琴的技巧发展到了当时无与伦比的程度，极大地丰富了钢琴的表现力，在钢琴上创造了管弦乐的效果，他还首创了背谱演奏法，本人则具有超群的即兴演奏才能，他也因此获得了“钢琴之王”的美称，在1841年掀起了李斯特狂熱席卷整个欧洲，其所創作的鋼琴曲難度極高。
李斯特在19世纪初期因其作为钢琴家的惊人技艺而在欧洲享有盛誉。他是当时许多作曲家的朋友、音乐推动者和恩人，包括弗雷德里克·肖邦、夏尔-瓦朗坦·阿尔康、理查德·瓦格纳、埃克托·柏辽兹、罗伯特·舒曼、克拉拉·舒曼、卡米耶·聖桑、爱德华·格里格、奥勒·布尔、约阿希姆·拉夫、米哈伊尔·格林卡和亞歷山大·鮑羅丁。
李斯特是一位多产的作曲家，是新德意志乐派最杰出的代表之一。他留下了广泛而多样的作品，这些作品影响了他具有前瞻性的同时代人以及预期的 20 世纪思想和趋势。李斯特的音乐贡献包括交响诗、作为他音乐形式实验的一部分的主题转换以及和声方面的激进创新。

## 生平
李斯特出生于奥地利东部村庄赖丁；父亲是匈牙利人，母亲是奥地利的德意志人，因此他有两个名字，分别是匈牙利和奥地利德语两种拼法。他从小随母亲说德语，直到晚年才学会用匈牙利文写作。
李斯特的父亲是一位业余音乐家，他5岁时由父亲教会弹奏钢琴，8岁时开始作曲，9岁登台表演，获得匈牙利贵族资助赴维也纳学习，师从著名钢琴教育家卡尔·徹尔尼，他曾说：“我的一切都是车尔尼教我的。”贝多芬曾听其演奏，并亲吻其额头。1823年全家迁居巴黎，1824年在巴黎首次公演获得成功。
1835年他和达古尔特伯爵夫人到日内瓦同居，1840年分手，伯爵夫人为他生了三个孩子，其中二女儿科西玛后来嫁给瓦格纳。分手原因是李斯特要为波恩贝多芬铜像修缮筹资而进行欧洲巡回演出，伯爵夫人带着孩子回到巴黎。1843年李斯特担任魏玛大公的宫廷乐长，1848年他又和俄国亲王王妃卡罗琳·赛恩-维特根斯坦同居，受弗朗茨·约瑟夫一世册封为骑士，得到贵族姓名——弗朗茨·里特尔·冯·李斯特（德語：Franz Ritter von Liszt），但未公开使用过。1861年赴罗马，为了不和王妃结婚，1865年李斯特自霍恩洛厄樞機手下接受了剪髮禮出家成为天主教神职人员，之後逐漸升等到了法政，但仍然身着神父的黑袍在德国、奥地利、匈牙利和義大利各处奔走授课，并分文不取，扶助了许多年轻音乐家，如葛利格、德布西、鲍罗丁等，为普及音乐作出了相当大的贡献。
匈牙利人为了争取独立，将李斯特看作是民族英雄，每次邀请他回匈牙利，都会举行盛大的欢迎仪式。1886年他在德国的拜罗伊特（巴伐利亚州靠近捷克边境）因肺炎不治去世，安葬于当地。

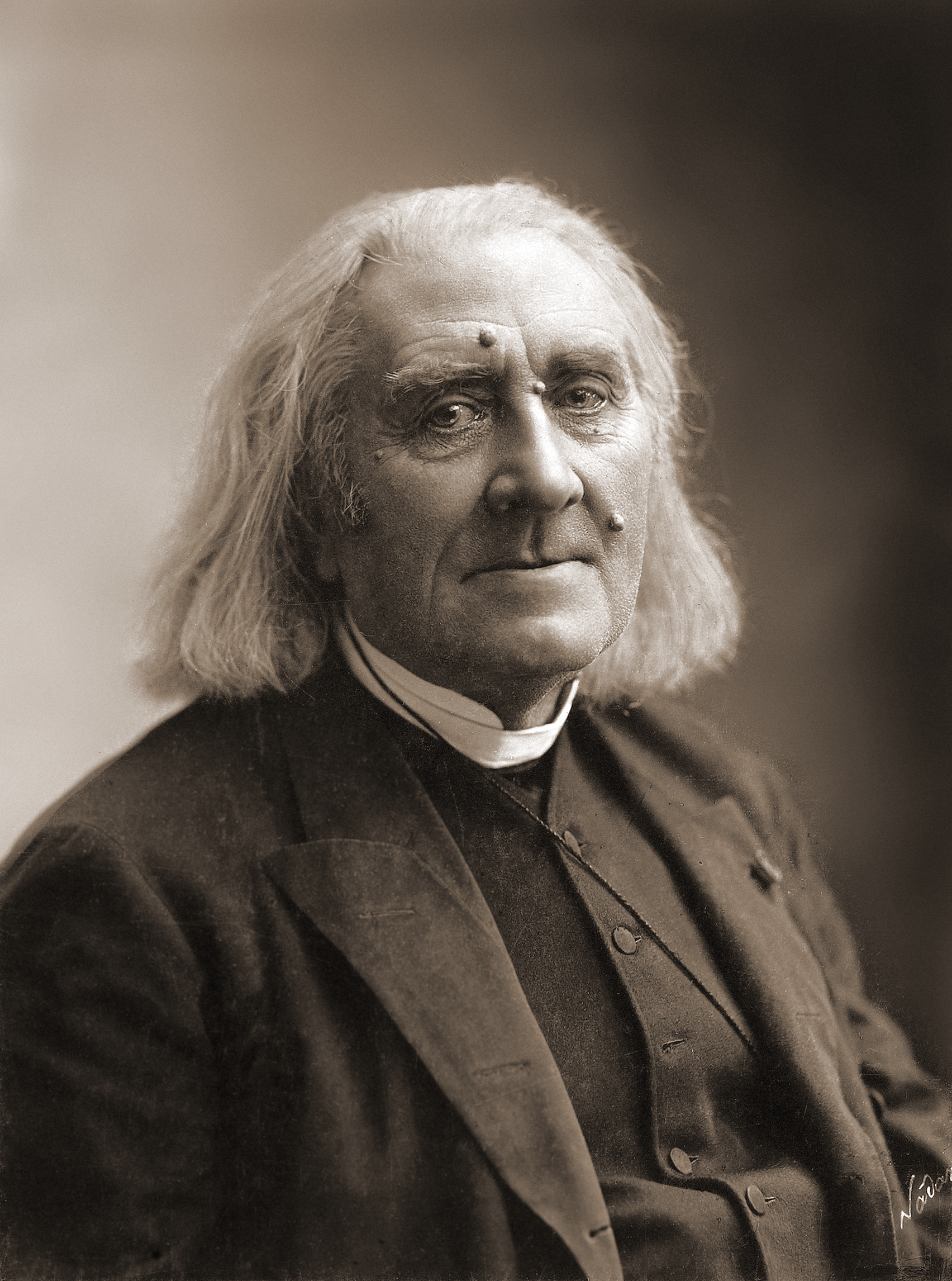
李斯特去世前四月的照片，也是李斯特生前最后一张官方照片，由纳达尔所拍攝

## 作品
李斯特一生创作了700多首音乐作品，并创造了交响诗这一音乐形式。他主要的音乐作品有吉普赛风格的《匈牙利狂想曲》，《浮士德交响曲》，《但丁交响曲》，《帕格尼尼练习曲》，《華格納改编作品：唐懷瑟》等。
以下列舉李斯特部分的著名作品及简介：
- 《爱之梦》
《爱之梦》（Liebesträume），作品S. 541，实际上是3首夜曲，据路德维希·乌兰（Ludwig Uhland，1788-1862）与费迪南德·弗赖利格拉特（Ferdinand Freiligrath）的诗上所附《男高音或女高音独唱用的三首歌曲》（Drei Lieder Für eine Tenor oder Sopran-Stimme）的编曲。共三首：1.据乌兰的《高贵的爱情》（Hohe Liebe）而谱曲，富于表情的小行板，降A大调。2.据乌兰的《神圣的死亡》（Seliger Tod）谱曲，极似慢板，E大调。3.优雅的快板，降A大调，据符利拉德的《尽其所能爱的去爱》（O lieb,so lang du lieben kannst）谱曲。其中第三首最为有名，一般提起《爱之梦》，就是指这一首[4]。

- 《森林的细语》
李斯特从青年时代开始受肖邦、帕格尼尼等人的影响，苦练钢琴技巧，成为首屈一指的钢琴演奏家。此后他也作了一些肖邦式的练习曲。李斯特在1862-1863年之間寫了《两首演奏会用练习曲》，其中一首歌是《森林的细语》（Waldesrauschen，也译作“森林的呼啸”或“林中细语”）。他把這兩首練習曲獻給他的徒弟迪奥尼斯·普鲁克纳（英语：Dionys Pruckner）。李斯特热爱大自然，崇拜大自然本是浪漫主义作家创作的一大特征。他于罗萨利奥圣母修道院所在的马里奥山冈俯瞰俗世，写出这富于哲理的名曲有其个人的感受。李斯特把音乐从近乎耳语的声（pp，极弱），发展到飓风般的撼天气魄。[來源請求]

- 《唐懷瑟》序曲，钢琴改编版
《唐懷瑟》原是瓦格纳创作的三幕歌剧。作于1842-1845年間，完整标题为《唐懷瑟以及瓦尔特堡的歌咏比赛》。音乐以小号的号角式演奏揭开了典礼的序幕，音乐进入舒展高雅的“高雅主题”，使人们仿佛看到了潇洒的绅士和端庄的贵妇人的进行队列。而《唐懷瑟》的序曲可以说是整个故事情节的缩影。整首作品不但技巧繁复且气势磅礴。有三个部分构成，中间部分表现肉欲感的维纳斯堡的世界，前后两个部分是虔诚的朝圣者的音乐。而且这是一首结构宏大的歌剧改编曲，从各种快速音阶、琶音、双音八度跳跃、和弦，是典型的李斯特笔下的炫技式作品。

- 《梅菲斯特圓舞曲》
此曲也常被譯為《魔鬼圓舞曲》，因為梅菲斯特就是歌德劇作《浮士德》中的魔鬼。李斯特的這部作品原來是一首鋼琴獨奏曲，作曲家在1862年將它改編成約10分鐘長的管弦樂交響詩，而後又將其發展成共约70分鐘長的三樂章交響曲《浮士德》中的終樂章。鋼琴版的《梅菲斯特圓舞曲》堪稱是李斯特炫技作品的代表。

## 評價
从李斯特开始，欧洲音乐家的地位开始迅速提升，国王王公们都会对他脱帽致敬。
李斯特生前曾是欧洲最伟大的钢琴演奏家，经常奔波在欧洲各地演出，他彬彬有礼，善于迷人，坚定地支持蕭邦、柏辽兹和華格納，他积极探索钢琴的演奏技巧，充分灵活地运用转调手法和音色变化的技巧，并推动了管弦乐队的改革，他的演奏往往是即兴的，是一种创造性的演奏，有时就是现场创作，因此相当吸引观众。他在魏玛时为许多新进的年轻音乐家提供了演出舞台，他经常亲自担任指挥，让这些先锋音乐家自己出演。
有人以为，李斯特的作品技巧辉煌，内容肤浅，但其實他的許多作品把情感投注在對於景象、事物、畫面故事、人格或情緒等等的描寫之上，但那類的曲目大多在聽者角度的理解與詮釋上都略為艱深，而現在較廣為流行的那些曲目，雖然大多都出現了膾炙人口的主題旋律，但曲目本身卻較缺乏情感，因此李斯特才給一些人這樣純炫技的印象，但其實在音樂學者與演奏家之間，李斯特的曲目仍然很多被視為藝術價值很高的作品（如但丁奏鳴曲、傳奇曲等），而且他更是位伟大的音乐改革者，并在历史上对改善音乐家地位，推动新穎的音乐风格產生極大的影響。

## 乐器
据悉，李斯特·费伦茨在葡萄牙巡演 以及随后在1847年的基辅和敖德萨巡演中都是使用波伊塞洛特钢琴。李斯特将他的波伊塞洛特钢琴存放于魏玛的阿尔滕堡别墅住宅中。 李斯特在1862年给泽维尔·波伊塞洛特（Xavier Boisselot）的信中表达了他对这架琴的热爱：“虽然琴键因过去、现在和未来的音乐而几乎被磨破，但我决不同意更换它，并决心将它作为我最喜爱的工作伙伴，一直陪伴我到生命的最后一刻。” 这架钢琴现已无法演奏。2011年，在魏玛古典基金会（Klassik Stiftung Weimar）的请求下，现代钢琴制造家保罗·麦克诺提（Paul McNulty）制造了这架波伊塞洛特钢琴复制版，该钢琴现在就陈列在李斯特的钢琴旁。 在魏玛的钢琴中，还有一架埃拉德（Erard）——亚历山大（Alexandre）“钢琴-管风琴”、一架贝希斯坦（Bechstein）钢琴以及一架贝多芬的布洛德伍德三角钢琴。

## 录音节选
- 钢琴音乐全集（Complete Piano Music）：由澳大利亚钢琴家莱斯利·霍华德（英语：Leslie Howard）演奏，英国Hyperion唱片公司录制发行。共57卷，CD95张。这个全集（补遗1卷，2卷除外）的演奏时间总计117小时(1377音轨)。據指出，這是目前唯一的一版李斯特鋼琴全集商業錄音[10]。
- 福田理子，托米亚斯·科赫。Riko Fukuda, Tomias Koch. Chopin, Mendelssohn, Moscheles, Hiller, Liszt. Grand duo Œuvres pour duo de pianofortes. 康拉德·格拉夫 1830，1845
- 帕斯卡·曼廷。Pascal Mantin. Franz Liszt. “Un Sospiro”. 埃拉德钢琴 1880

## 衍生作品
- 電影《一曲相思情未了》，改編了李斯特的生平。

### 延伸阅读
- Doran, Robert (ed.): Liszt and Virtuosity. Rochester: University of Rochester Press (Eastman Studies in Music), 2020. OCLC 1133204755
- Ehrhardt, Damien (ed.): Franz Liszt – Musique, médiation, interculturalité (Etudes germaniques （页面存档备份，存于） 63/3, 2008)
- Franz, Robert (aka Olga de Janina): Souvenirs d'une Cosaque, Paris: Librairie internationale, 1874 OCLC 465183989; OCLC 762414797
- Gibbs, Christopher H. and Gooley, Dana. Franz Liszt and his World. (Princeton : Princeton University Press, 2006)
- Gut, Serge: Franz Liszt, De Fallois, Paris 1989. ISBN 978-2-87706-042-4
- Gut, Serge: Franz Liszt, Studio Verlag, Sinzig 2009. ISBN 978-3-89564-115-2
- Hamburger, Klara (ed.): Franz Liszt, Beiträge von ungarischen Autoren, Budapest 1978
- Hamilton, Kenneth (ed), The Cambridge Companion to Liszt (Cambridge & New York: Cambridge University Press, 2005). ISBN 978-0-521-64462-4 (paperback)
  - Shulstad, Reeves, "Liszt's symphonic poems and symphonies"
- Jerger, Wilhelm (ed.): The Piano Master Classes of Franz Liszt 1884–1886, Diary Notes of August Göllerich, translated by Richard Louis Zimdars, Indiana University Press 1996
- Legány, Dezső（匈牙利语；德语）: Ferenc Liszt and His Country, 1869–1873, Occidental Press, Budapest 1983
- Legány, Dezső: Franz Liszt, Unbekannte Presse und Briefe aus Wien 1822–1886, Wien 1984
- Legány, Dezső: Ferenc Liszt and His Country, 1874–1886, Occidental Press, Budapest 1992
- Liszt, Franz: Briefwechsel mit seiner Mutter, edited and annotated by Klara Hamburger, Eisenstadt 2000
- Lorenz, Michael: "An Unknown Grandmother of Liszt" （页面存档备份，存于）, Vienna 2012
- Loya, Shay: Liszt's Transcultural Modernism and the Hungarian-Gypsy Tradition. Eastman Studies in Music. Rochester, NY: University of Rochester Press, 2011. ISBN 978-1-58046-323-2
- Motta, Cesare Simeone: Liszt Viaggiatore Europeo, Moncalieri, 2000 (ISBN 978-88-7760-058-5)
- Ollivier, Daniel: Autour de Mme d'Agoult et de Liszt, Paris 1941
- Prahács, Margit: Franz Liszt und die Budapester Musikakademie, in: Hamburger (ed.): Franz Liszt, Beiträge von ungarischen Autoren, pp. 49ff
- Rellstab, Ludwig: Franz Liszt, Berlin 1842
- Rosen, Charles. The Romantic Generation. Cambridge, Massachusetts, Harvard University Press, 1995.
- Saffle, Michael: Franz Liszt: A Research and Information Guide. Third edition. New York: Routledge, 2009. ISBN 978-0-415-99839-0
- Sauer, Emil von: Meine Welt, Stuttgart 1901
- Steinbeck, Arne: Franz Liszt's approach to piano playing, PhD dissertation, University of Maryland, College Park 1971